# Sośnina (Włosienica)
Sośnina – część wsi wsi Włosienica w Polsce, położony w województwie małopolskim, w powiecie oświęcimskim, w gminie Oświęcim. 
Przez Sośninę przebiega ul. Sośnina, która stanowi połączenie drogowe między Włosienicą, a sąsiednią Porębą Wielką. 
W latach 1975–1998 przysiółek administracyjnie należał do województwa bielskiego.